# 壱岐市立郷ノ浦幼稚園
壱岐市立郷ノ浦幼稚園（いきしりつ ごうのうらようちえん, Iki City Gonoura Kindergarten）は、長崎県壱岐市にある公立幼稚園。

## 概要
歴史
1925年（大正14年）に長崎県で5番目、壱岐島で初の公立幼稚園として開園した「武生水町立武生水幼稚園」を前身とする。2010年（平成22年）に創立85周年を迎えた。
園章
郷ノ浦（Gonoura）の頭文字である「G」の中に「幼」の文字を置いている。

## 沿革
- 1925年（大正14年）- 盈科尋常高等小学校に「武生水町立武生水幼稚園」が併設される。壱岐島最初の公立幼稚園であった。
- 1942年（昭和17年） - 大里仮園舎に移転。
- 1946年（昭和21年） - 片原（かたばる）旧兵舎に移転。
- 1950年（昭和25年） - 現在地に移転。
- 1955年（昭和30年） - 町村合併に伴い、武生水町は郷ノ浦町の一部となり、「郷ノ浦町立郷ノ浦幼稚園」に改称。
- 1975年（昭和50年） - 専任園長制度をとる。
- 1978年（昭和53年） - 新園舎が完成。
- 1997年（平成9年） - 3年保育を開始。
- 2004年（平成16年）3月1日 - 市町村合併により、郷ノ浦町は壱岐市の一部となり、「壱岐市立郷ノ浦幼稚園」（現園名）と改称。

## アクセス
最寄りのバス停
- 壱岐交通
  - 「郷ノ浦庁舎前」バス停下車後すぐ。
    - 郷ノ浦港からは、郷ノ浦「本町」バス停で下車後、反対側のバス停から「芦辺」・「印通寺」・「勝本」行き等のバスに乗車。（「本町」バス停から上り坂を徒歩10〜15分）

  - 「新道」バス停下車後、上り坂を徒歩5〜10分
    - 芦辺漁港方面からは「郷ノ浦行き（直行）」のバスに乗車。
    - 印通寺港方面からは「郷ノ浦行き」のバスに乗車。
    - 壱岐空港方面からは「郷ノ浦行き」のバスに乗車。

最寄りの国道・県道
- 国道382号
- 長崎県道25号郷ノ浦港線
- 長崎県道175号渡良浦初瀬線

## 周辺
学校・文化施設
- 壱岐市立盈科小学校
- 壱岐市立郷ノ浦中学校（旧壱岐市立武生水中学校）
- 長崎県立壱岐高等学校
- 旧壱岐高等家政学院
- 壱岐市立郷ノ浦図書館

官公署
- 壱岐市役所本庁（郷ノ浦庁舎、旧郷ノ浦町役場）
- 壱岐振興局（旧壱岐支庁、壱岐地方局）- 壱岐保健所
- 壱岐警察署
- 長崎地方法務局壱岐支局
- 長崎地方裁判所壱岐支部・長崎家庭裁判所壱岐支部・壱岐簡易裁判所

金融機関・郵便局
- 十八親和銀行壱岐支店
- 郷ノ浦郵便局

病院
- 赤木病院
- 壱岐公立病院（現在は閉鎖され、「壱岐市民病院」として志原地区に移転した。）

その他
- 壱岐日報社
- 壱岐市ケーブルテレビ
- 亀丘城（かめのおじょう）跡

## 参考資料
- 「郷ノ浦町史」（1998年（平成10年）6月発行、編集・郷ノ浦町史編纂委員会、出版・郷ノ浦町教育委員会）
- 壱岐の歴史情報 1900年代 - 壱岐市立一支国博物館ウェブサイト